# Barnhartia floribunda
Barnhartia floribunda är en jungfrulinsväxtart som beskrevs av Henry Allan Gleason. Barnhartia floribunda ingår i släktet Barnhartia och familjen jungfrulinsväxter. Inga underarter finns listade i Catalogue of Life.